# Научний (Україна)
Нау́чний (рос. Научный, крим. Nauçnıy) — селище в Україні, у Бахчисарайському районі Автономної Республіки Крим.
Розташоване на плоскогір'ї Кримських гір (висота — 600 м над рівнем моря) в центрі півострова, за 3 км від села Прохладне і за 10 км від районного центру. Відстань асфальтованою дорогою до Сімферополя — 32 км, до райцентру — 25 км. З цими містами є регулярний автобусний зв'язок. Селище є науковим містечком Кримської астрофізичної обсерваторії.

## Населення
Тут проживають росіяни, українці, євреї, білоруси.

## Історія
Будівництво обсерваторії розпочате в 1946 році. У 1949 році був змонтований і почав роботу перший телескоп. Нині обсерваторія бере участь в створенні великого космічного телескопа «Спектруф».

## Соціальна сфера
У селищі є загальноосвітня школа, медпункт, клуб, бібліотека, музична школа, дитячий сад, пошта, готель, квартира-музей одного з директорів обсерваторії А. Сєверного, його меморіальна дошка. На території селища встановлений бюст першому директору обсерваторії Г. Шайну.

## Галерея

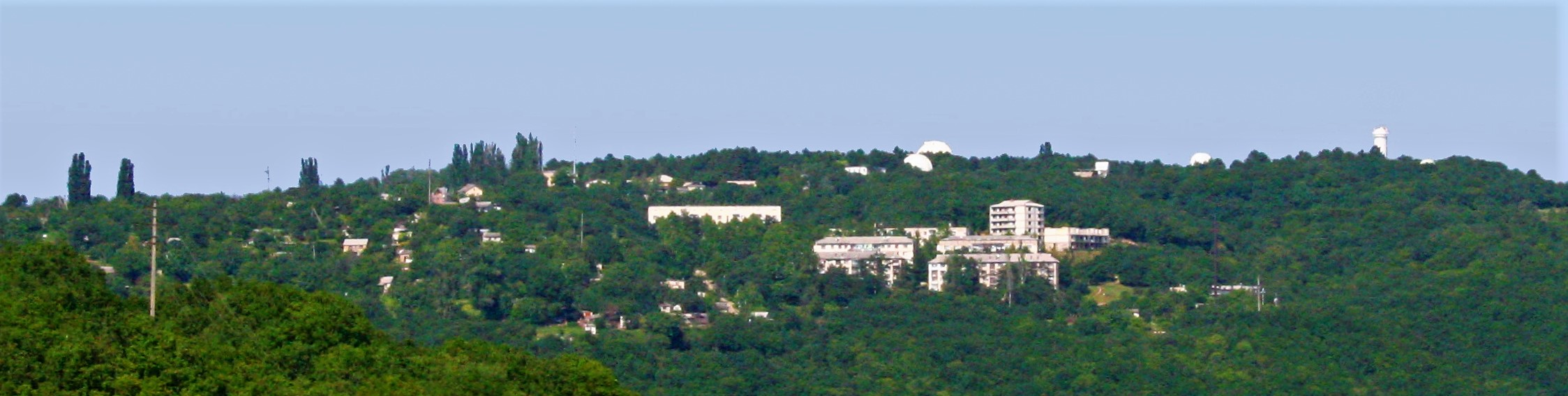
Панорама Научного
Готель в Научному

## Додаткова література
- Научний — Інформаційно-пізнавальний портал | Кримська область у складі УРСР (На основі матеріалів енциклопедичного видання про історію міст та сіл України, том — Історія міст і сіл Української РСР. Кримська область. — К.: Головна редакція УРЕ АН УРСР, 1970. — 992 с.)

| Україна | Це незавершена стаття з географії України. Ви можете допомогти проєкту, виправивши або дописавши її. |